# Spiroctenus gooldi
Espèce
Synonymes
- Hermachastes gooldi Purcell, 1903

Spiroctenus gooldi est une espèce d'araignées mygalomorphes de la famille des Bemmeridae.

## Distribution
Cette espèce est endémique du Cap-Occidental en Afrique du Sud,. Elle se rencontre vers Swartland, Saldanha Bay et Le Cap.

## Description
Les mâles mesurent de 10,5 à 11,5 mm.

## Étymologie
Cette espèce est nommée en l'honneur de J. E. C. Goold.

## Publication originale
- Purcell, 1903 : New South African spiders of the families Migidae, Ctenizidae, Barychelidae Dipluridae, and Lycosidae. Annals of the South African Museum, vol. 3, p. 69-142 (texte intégral).